# سانتا ماريا دي لوس يانوس
بلدية سانتا ماريا دي لوس يانوس (بالإسبانية: Santa María de los Llanos)‏، هي إحدى بلديات مقاطعة قونكة إحدى مقاطعات إسبانيا، و التي تقع في منطقة قشتالة لا منتشا وسط البلاد, و المائلة لجهة الشرق من إسبانيا.
يبلغ عدد سكانها 780 نسمة وفقاً لإحصائية سنة (2007).